# 王毅 (龙泉)
王毅（1303年—1354年），字刚叔，号讷斋、木讷斋，男，龙泉（今浙江龙泉）人，元朝学者。

## 生平
祖上务农，王毅六岁读书过目成诵，勤苦嗜学，受业于许谦。成年后，贯通经史。曾游学四方，到过大都，后来讲学乡里。元朝末年帮助元朝将领石抹宜孙镇压农民起义。后来被县尹宝忽丁猜忌，被杀。有《木讷斋文集》。